# Лукка, Лоренцо
Лоре́нцо Лу́кка (итал. Lorenzo Lucca; родился 10 сентября 2000, Монкальери, Италия) — итальянский футболист, нападающий клуба «Удинезе» и сборной Италии, выступающий на правах аренды за «Наполи».

## Клубная карьера
В 2020 году Лоренцо присоединился к «Палермо». Он провёл в клубе 1 сезон, сыграв 30 матчей в чемпионате и забив 10 голов.
21 июля 2021 года присоединился к клубу «Пиза» из Серии B.
5 августа 2022 года ушёл в годовую аренду с правом выкупа в «Аякс». Он стал первым итальянским игроком в истории клуба.

## Карьера в сборной
Лукка выступал за национальную сборную Италии до 21 года.